# Чарльз Апхем Шепард
Чарльз Апхем Шепард (народився в Літтл-Комптоні, Род-Айленд, 29 червня 1804; помер у Чарлстоні, Південна Кароліна, 1 травня 1886) — американський мінералог.

## Життєпис
Він закінчив Емгерстський коледж у 1824 році і провів рік у Кембриджі, штат Массачусетс, вивчаючи ботаніку та мінералогію з Томасом Наттоллом, і в той же час викладав ці теми в Бостоні. Вивчення мінералогії привело до того, що він підготував статті на цю тему, які він надіслав до American Journal of Science, і таким чином він познайомився з Бенджаміном Силліманом, старшим. У 1827 році його запросили стати помічником Силлімана, і він працював асистентом до 1831 року. Тим часом протягом року він був куратором Franklin Hall, закладу, заснованого Джеймсом Брюстером у Нью-Гейвені, штат Коннектикут, для читання популярних лекцій з наукових тем для механіків.
У 1830 році він був призначений лектором природничої історії в Єльському університеті і обіймав це місце до 1847 року. Він був пов'язаний із Силліманом у науковому дослідженні культури та виробництва цукру (південні штати, зокрема Луїзіана та Джорджія). З 1834 по 1861 рік він обіймав кафедру хімії Медичного коледжу Південної Кароліни в Чарльстоні. Він залишив посаду на початку громадянської війни, але в 1865 році, на настійне запрошення своїх колишніх колег, він повернувся до своїх обов'язків на кілька років.
Перебуваючи в Чарлстоні, він виявив багаті поклади фосфатного вапна в безпосередній близькості від цього міста. Їхня велика цінність у сільському господарстві та подальше використання у виробництві суперфосфатних добрив виявилося важливим доповненням до хімічної промисловості Південної Кароліни. У 1845 році він був обраний професором хімії та природничої історії в Емгерстському коледжі, кафедра була розділена в 1852 році, і він продовжував читати лекції з природної історії до 1877 року, коли його зробили почесним професором.
У 1835 році він був пов'язаний з Джеймсом Г. Персівалем у геологічній розвідці Коннектикуту, і протягом усього свого життя він активно займався вивченням мінералогії. У 1835 році він оголосив про відкриття свого першого нового виду мікроліту, варвікіту в 1838 році, данбуриту в 1839 році, а потім незадовго до своєї смерті описав багато інших нових мінералів.
Шепард придбав велику колекцію мінералів, яка свого часу була неперевершеною в цій країні, і яка в 1877 році була придбана Емгерстським коледжем, але через п'ять років була частково знищена пожежею. З раннього дитинства він почав вивчати та колекціонувати метеорити, і його кабінет, довгий час найбільший у країні, також став власністю Емгерст-коледжу. З 1829 по 1882 роки на цю тему було надруковано майже сорок його статей, які публікувалися переважно в журналі American Journal of Science.
Шепард отримав почесний ступінь доктора медицини Дартмутського коледжу в 1836 році та почесний ступінь доктора права з Амхерста в 1857. Він був членом багатьох американських і зарубіжних товариств, включаючи Імператорське товариство природничих наук у Санкт-Петербурзі, Королівське товариство Геттінгена та Товариство природничих наук у Відні.

## Праці
- 1837: Report on the Geological Survey of Connecticut
- 1856: Treatise on Mineralogy

## Інтернет-ресурси
- Shepard, Charles Upham . New International Encyclopedia. 1905.
- Charles Upham Shepard Papers from the Smithsonian Institution Archives